# 查鐸
查鐸（1516年—1589年），字子警，號毅齋，直隸寧國府涇縣人，明朝政治人物。

## 生平
嘉靖二十八年（1549年）己酉科應天鄉試第四十三名舉人，四十四年（1565年）中式乙丑科會試第二百七十名，三甲第一百七十六名進士。都察院觀政，授德安府推官，隆慶三年（1569年）閏六月升刑科給事中，四年（1570年）五月升戶科右給事中，十月升刑科左給事中，因得罪大學士高拱，五年（1571年）二月出為山西布政使司左參議，十二月患病致仕。萬曆三年（1575年）二月起復山西布政使司左參議，五年（1577年）正月升山西按察司副使，患病致仕。八年（1580年）十一月起復廣西按察司副使，十年（1582年）四月移疾歸，修建水西書院。十七年（1589年）卒，享年七十四。

## 著作
著有《毅齋經說》一卷、《西漢菁華》十四卷、《毅齋奏疏》一卷。

## 家族
曾祖查廒；祖父查世倫；父查景明。母崔氏；繼母張氏、蘇氏。從兄查天民，弟查鎧、查鎮、查鑑、查銑。子查琪清、查琅清、查玕清。